# Atmosphäre des Mars

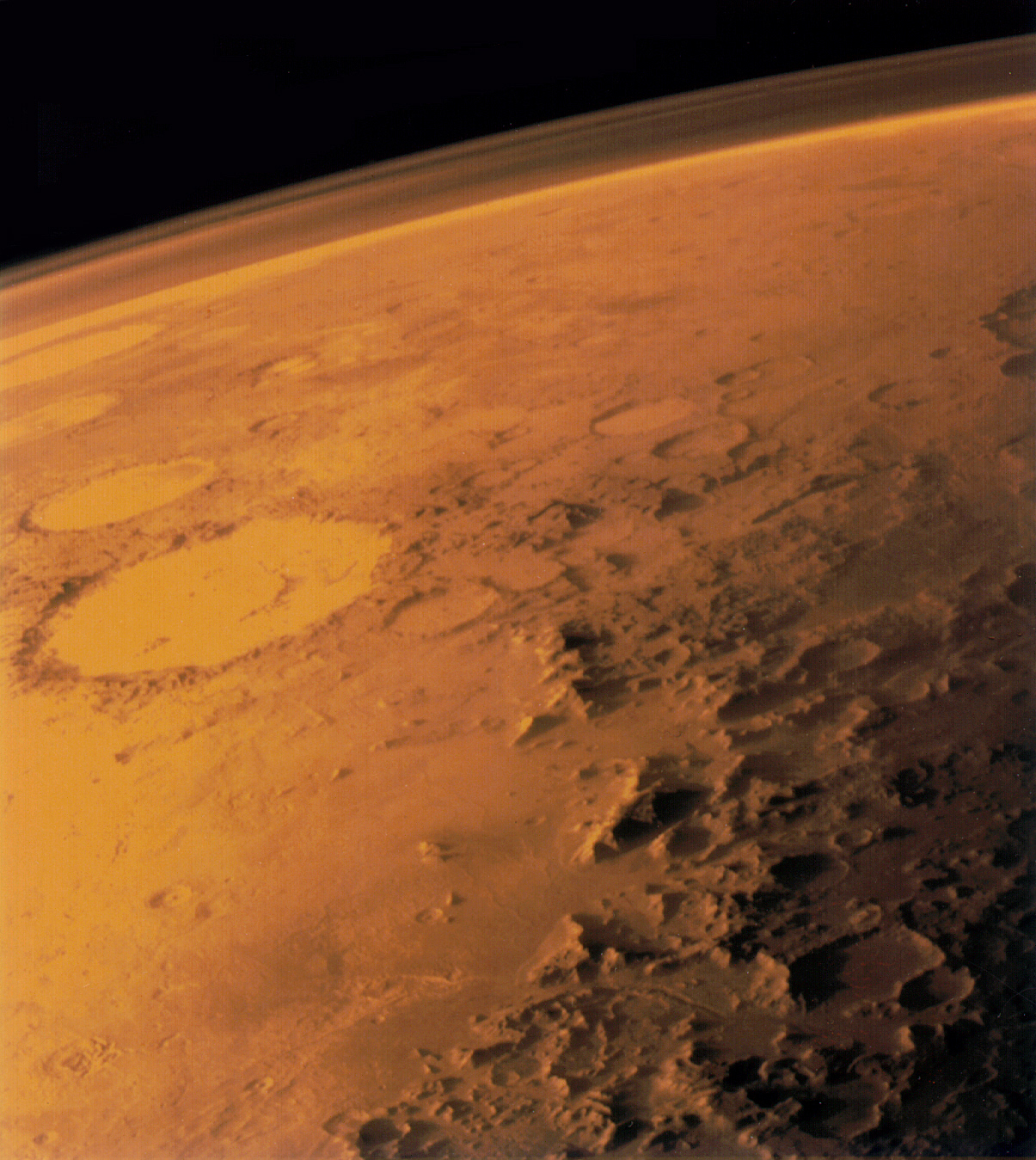
Über dem Marshorizont ist die Atmosphäre als dunstiger Schleier erkennbar.

Topografische Karte des Mars. Die gelben Regionen kennzeichnen das festgelegte Nullniveau, die blauen Regionen sind tiefer, die roten höher gelegen.

Die Atmosphäre des Mars besitzt eine Gesamtmasse von etwa 2,5 · 1016 kg.
Sie ist sehr dünn, ihre Dichte beträgt ca. 1,2 % der Dichte der Erdatmosphäre. Der mittlere atmosphärische Druck auf Nullniveau beträgt ca. 6 hPa, 6,36 hPa am mittleren Radius mit jahreszeitlichen Schwankungen von 4,0 bis 8,7 hPa. Das sind nur 0,6 % des mittleren Luftdrucks auf der Erde mit 1013 hPa und entspricht etwa dem Druck, der in der Stratosphäre der Erde in 32 km Höhe herrscht.
Der niedrige atmosphärische Druck liegt in der Nähe des Tripelpunkts von Wasser. Das heißt, flüssiges Wasser kann auf der Marsoberfläche nur in Tiefebenen (das sind hauptsächlich die Nordhalbkugel und Hellas Planitia) und nur bei hohen Temperaturen kurzzeitig für wenige Stunden existieren. Am tiefsten Punkt der Marsoberfläche in Hellas Planitia erreicht der Druck maximal etwa 12 hPa. Das ist deutlich unter der Armstrong-Grenze von 63 hPa, bei der Wasser bei menschlicher Körpertemperatur siedet, deshalb kann ein Mensch auf dem Mars nicht ohne einen Druckanzug oder eine Druckkabine überleben.
In ihrer chemischen Zusammensetzung besteht die Marsatmosphäre, wie auch die der Venus, hauptsächlich aus Kohlenstoffdioxid, in kleineren Mengen aber auch aus anderen Gasen wie Argon, Stickstoff und Sauerstoff. Im Jahre 2003 wurden auch Spuren von Methan in der Gashülle des Planeten nachgewiesen. Man konnte bisher nicht eindeutig erklären, wie dieses Gas in die Atmosphäre gelangte.
Obwohl die Atmosphäre des Mars so dünn ist, ist der Himmel des Mars nicht schwarz. Wegen des hohen Staubanteils in der Atmosphäre wird das Licht stark gestreut. Der Taghimmel erscheint hell und Sterne sind nicht zu sehen. Die Farbe des Himmels während des Tages variiert von orangerot über rosa und violett bis blau in der Nähe der auf- und untergehenden Sonne.

## Aufbau

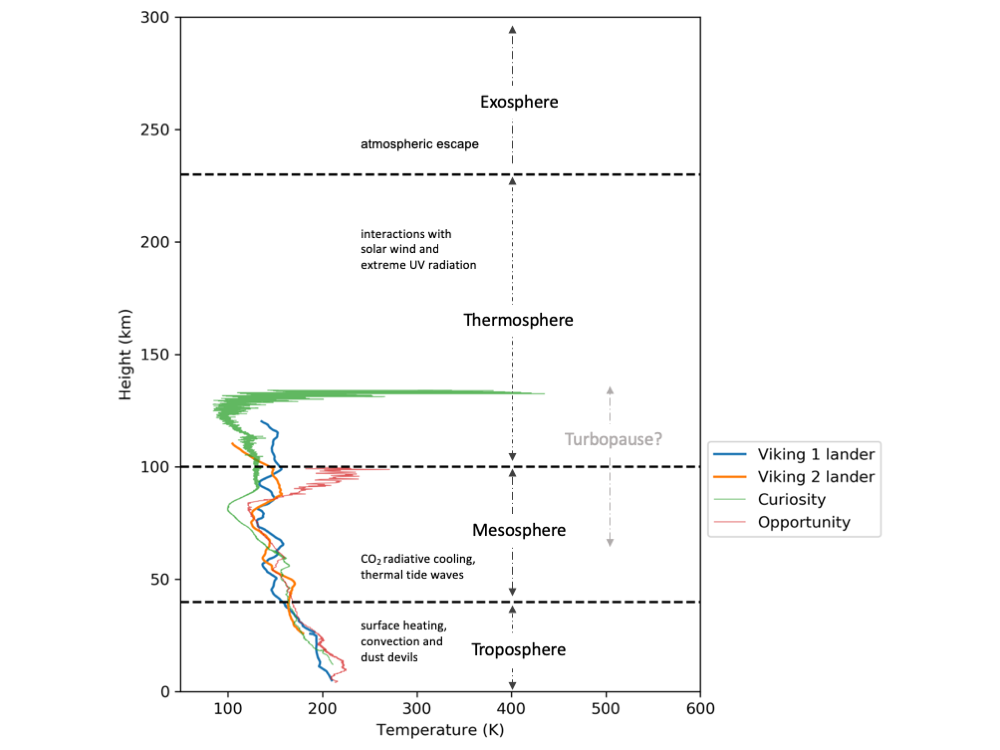
Aufbau der Marsatmosphäre. Die farbigen Linien bezeichnen geschätzte Temperaturen auf der Basis von Messungen verschiedener Sonden.

Die Marsatmosphäre besteht hinsichtlich ihres vertikalen Temperaturverlaufs aus mehreren Schichten, wobei man sich in der Nomenklatur an die Erdatmosphäre anlehnt:
Troposphäre (0–40 km)In dieser Schicht spielt sich der Großteil des Marswetters mit atmosphärischer Konvektion und Staubstürmen ab, wobei die Wetterdynamik primär durch die Erwärmung der Oberfläche während des Tages und den unterschiedlichen Staubgehalt in der Luft bestimmt wird. Aufgrund der geringeren Schwerkraft liegt die Skalenhöhe für die barometrische Höhenformel, also die Abhängigkeit des Luftdrucks von der Höhe, bei 11,4 km anstatt 8,4 km wie bei der Erde. Der trockenadiabatische Temperaturgradient, also das Maß, wie die Lufttemperatur mit der Höhe abnimmt, liegt theoretisch bei 4,3 K pro km. Da schwebende Staubpartikel jedoch die Sonnenstrahlung absorbieren und die Luft erwärmen – ein Effekt, der jahreszeitlichen Schwankungen unterworfen ist – liegt der durchschnittliche Temperaturgradient in der Troposphäre bei etwa 2,5 K pro km. Die planetare Grenzschicht, wo der Wärmeaustausch sowie der Austausch von Wasser und anderen Substanzen zwischen Planetenoberfläche und unterirdischen Reservoiren auf der einen Seite und der Atmosphäre auf der anderen Seite stattfindet, erstreckt sich  während des Tages bis in 10 km Höhe (auf der Erde 2 km – die Dunstschicht, die Bergsteiger in Tälern sehen). Aufgrund der niedrigen thermischen Trägheit der Marsatmosphäre können die Temperaturunterschiede zwischen Tag und Nacht in der Nähe der Planetenoberfläche bis zu 60 °C betragen. Bei einem hohen Staubgehalt in der Luft kann sich der Tag-Nacht-Unterschied jedoch auf nur 5 °C reduzieren. Oberhalb von 15 km hängt die Temperatur nur noch von der Sonneneinstrahlung ab; Konvektion spielt dort keine Rolle mehr.
Mesosphäre (40–100 km)In dieser Schicht der Atmosphäre herrscht die niedrigste Temperatur; das CO2 in der Mesosphäre strahlt Wärme in den Weltraum ab. In der Mesopause, der Grenzschicht zur darüberliegenden Thermosphäre, wurden Temperaturen von −150 °C bis −170 °C gemessen, was unterhalb des Sublimationspunkts von CO2 in dieser Höhe (−150 °C) liegt. Daher können sich in der Mesosphäre Wolken aus Kohlendioxideis bilden. Die für von der Planetenoberfläche startende Raumflugkörper aerodynamisch relevante Atmosphäre reicht bis zur Obergrenze der Mesosphäre in 100 km Höhe.
Thermosphäre (100–230 km)Diese Schicht wird von der Ultraviolettstrahlung der Sonne stark aufgeheizt. Die Temperatur in der Thermosphäre nimmt mit der Höhe zu und ist jahreszeitlichen Schwankungen unterworfen. Wenn der Mars den sonnenfernsten Punkt seiner Bahn erreicht hat, liegen die Tagestemperaturen in der oberen Thermosphäre bei −100 °C, am sonnennächsten Punkt bei etwa −30 °C. Dort kann die Temperatur auch bis zu +120 °C erreichen, was aber immer noch weit unterhalb der 1700 °C in der irdischen Thermosphäre liegt. In der Thermosphäre beginnen sich die Atmosphärengase zu entmischen und entweichen ständig ins Weltall. Der Übergang zwischen Homosphäre und Heterosphäre, also dem Bereich, wo die Atmosphärengase gut durchmischt sind, und dem Bereich, wo sie sich zunehmend entmischen, wird Turbopause genannt. Deren Höhe schwankt, abhängig vom CO2-Gehalt der Luft in der unteren Thermosphäre, zwischen 60 km und 140 km.
Exosphäre (ab 230 km)Hier geht die Atmosphäre des Planeten fließend in den Weltraum über.
Eine der irdischen Stratosphäre vergleichbare Luftschicht zwischen Troposphäre und Mesosphäre, wo die Temperatur, umgekehrt zum Gradienten in der Troposphäre, mit steigender Höhe wieder zunimmt, gibt es auf dem Mars wegen der sehr dünnen Ozonschicht  nicht. Nur über dem Südpol des Planeten bildet sich während des dortigen Winters eine lokal begrenzte Ozonschicht mit inversem Temperaturgradienten.

## Zusammensetzung

Prozentuale Anteile der Hauptbestandteile der Marsatmosphäre

### Kohlenstoffdioxid
Der Hauptbestandteil der Marsatmosphäre ist Kohlenstoffdioxid (CO2). Das Gas macht rund 95,9 % der Lufthülle des Planeten aus. Während des Winters (der jeweiligen Hemisphäre) befinden sich die Pole des Mars vollständig im Dunkeln und die Temperaturen sinken so stark, dass bis zu 25 % des in der Atmosphäre enthaltenen CO2 zu Trockeneis gefrieren. Sind die Polkappen des Mars wieder dem Sonnenlicht ausgesetzt, sublimiert das CO2 wieder und wird in die Atmosphäre abgegeben.

### Argon
Im Vergleich zu anderen Atmosphären des Sonnensystems weist die Marsatmosphäre einen hohen Anteil am Edelgas Argon auf. Im Gegensatz zum CO₂ ändert das Argon während der Winter seinen Aggregatzustand nicht und der absolute Anteil in der Atmosphäre bleibt konstant.

### Wasser
Der Wassergehalt der Marsatmosphäre ist großen jahreszeitlichen Schwankungen ausgesetzt. Durch die Sublimierung des Kohlenstoffdioxids während des Marssommers werden Spuren von Wasser auf der Oberfläche freigelegt. Ein großer Teil dieser Wassereisvorkommen wird durch Stürme aufgewirbelt und so in die Marsatmosphäre transportiert, wodurch sich in der Atmosphäre Cirrus-Wolken aus Wassereis bilden können. Diese wurden erstmals durch den NASA-Rover Opportunity im Jahr 2004 nachgewiesen.

### Methan

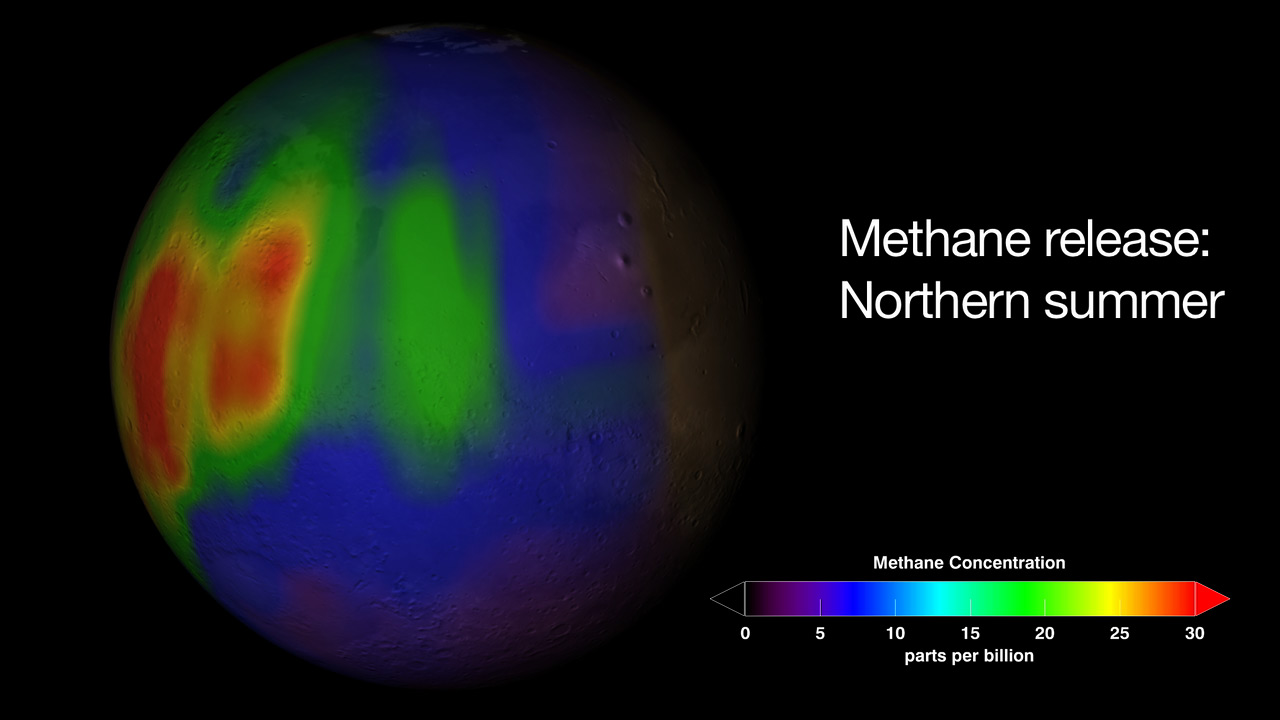
Illustration der Methankonzentrationen in der Atmosphäre des Mars während des nördlichen Sommers (NASA)

Im Jahre 2003 konnten mittels erdgestützter Teleskope und 2004 durch das Planetary Fourier Spectrometer (PFS) an der Raumsonde Mars Express Spuren von Methan (etwa 0,01 ppm) und Formaldehyd (0,13 ppm) nachgewiesen werden. Die Konzentration von Methan unterliegt jahreszeitlichen Schwankung mit einem Maximum im Sommer. Methan verbleibt etwa 340 Jahre in der Atmosphäre des Mars, Formaldehyd nur 7,5 Stunden. Methan wird durch ultraviolette Strahlung abgebaut, da die dünne Atmosphäre des Mars nicht vor dieser Strahlung schützt. Dabei oxidiert Methan zu Wasser und Kohlendioxid.
Um die Menge des Methans in der Atmosphäre zu erklären, genügt eine Produktion von 150 Tonnen pro Jahr. Bei der Umsetzung zu Formaldehyd müssten jedoch 2,5 Millionen Tonnen aus „Methanquellen“ stammen. Als Quellen kommen aktiver Vulkanismus oder Kometeneinschläge in Betracht. Es könnte aber auch durch eine geothermische Reaktion, die Serpentinisierung (dabei beteiligte Komponenten sind Wasser, Kohlendioxid und das Mineral Olivin, das häufig auf dem Mars vorkommt), entstehen. Außerdem kann Formaldehyd durch Höhenstrahlung aus Gasen und Eis entstehen.
Das Methan ist nicht gleichmäßig verteilt, sondern weist ein Muster etwas erhöhter Konzentrationen auf. Offensichtlich wird oder wurde der Nachschub an Methan kurzfristig unterbrochen, bevor es sich gleichmäßig in der Atmosphäre verteilen konnte. Bei einer vulkanischen Entstehung von Methan wird Schwefeldioxid freigesetzt. Die Messung dieser Gase in der Marsatmosphäre könnte eine Klärung bringen. Dies könnte durch das Mars Science Laboratory erfolgen.
2009 wurde über Methaneruptionen auf dem Mars berichtet.
Goro Komatsu von der Universität Gabriele d’Annunzio in Pescara präsentierte im September 2010 seine Entdeckung von geologischen Strukturen von etwa 1 km Durchmesser auf Satellitenbildern von der Chryse-Tiefebene, die Methangas produzierenden Schlammvulkanen auf der Erde gleichen. Eine primäre Quelle für das Gas ist damit jedoch noch nicht gefunden.

## Schallgeschwindigkeit
Die Schallgeschwindigkeit in einer Höhe von 15 km beträgt 230 m/s.
Auf der Oberfläche des Mars liegt die Schallgeschwindigkeit für niedrige Frequenzen bei 240 m/s, für hohe Frequenzen bei etwa 250 m/s.

## Potenzielle Nutzung durch den Menschen
Die Atmosphäre könnte zukünftig eine wichtige Ressource für bemannte Marsmissionen sein.
So wäre etwa die Nutzung einer Einrichtung denkbar, die das Kohlenstoffdioxid in der Atmosphäre in elementaren Kohlenstoff und Sauerstoff aufspalten kann. So müsste der Sauerstoff für die Atemluft der Astronauten oder als Treibstoffkomponente nicht aufwendig von der Erde mitgenommen werden. Ein entsprechendes Experiment mit der Bezeichnung MOXIE, das aus Kohlenstoffdioxid bei großer Hitze Kohlenstoffmonoxid und Sauerstoff erzeugt, wurde im Rahmen der Rover Mission Mars 2020 durchgeführt, die im Februar 2021 auf dem Mars landete. Die ersten fünf Gramm Sauerstoff konnten am 20. April 2021 produziert werden.
Dieselbe Mission nutze die Marsatmosphäre auch, um Flüge durchzuführen. Dazu brachte sie den 1,8 kg schweren Helikopter Ingenuity („Einfallsreichtum“) zur Marsoberfläche. Dieser bestritt seinen ersten autonomen Flug am 19. April 2021 und machte in der Folge zahlreiche Fotos der Umgebung, die genutzt wurden, um die Fahrten des Marsrovers vorzubereiten.

## Geschichte
Der Mars besaß nach seiner Entstehung vor rund 4 Milliarden Jahren einen flüssigen Kern, in dem Konvektionsströmungen ein Magnetfeld erzeugten. Gegen Ende der Hesperianischen Periode vor etwa 2 Milliarden Jahren erloschen jedoch die meisten Vulkane auf dem Planeten, was darauf hindeutet, dass der Marskern – wohl aufgrund der relativ geringen Masse des Planeten – weitgehend erkaltet war. Damit verlor der Mars sein globales Magnetfeld. Das Magnetfeld eines Planeten wirkt wie ein Schutzschild, der die mit einer Geschwindigkeit von 800 km/s eintreffenden, geladenen Partikel des Sonnenwindes außen an ihm vorbei oder direkt auf die Pole lenkt. Nachdem der Mars sein Magnetfeld verloren hatte, traf der Sonnenwind ungehindert auf den Planeten und trug die ursprünglich vorhandene Atmosphäre hinweg.
Als die Atmosphäre weitgehend verschwunden war, traf die UV-Strahlung der Sonne ungehindert auf die Planetenoberfläche, was zu einem Verdunsten der Ozeane führte,
die sich in der Hesperianischen Periode gebildet hatten.
Beobachtungen der oberen Marsatmosphäre durch die Raumsonde MAVEN wurden genutzt, um die Verlustraten von Gas aus der oberen Atmosphäre in den Weltraum für ein Marsjahr zu bestimmen. Die Verlustraten für Wasserstoff und Sauerstoff reichen aus, dass ∼2–3 kg/s (Das entspricht dem Verlust der aktuellen Masse der Marsatmosphäre in 300 bis 400 Mio. Jahren) ins All entweichen. Allein dieser Verlust wäre im Laufe der Geschichte des Planeten signifikant. Darüber hinaus waren die Verlustraten in der frühen Geschichte aufgrund der solaren extremen UV-Strahlung und der aktiveren Sonne größer. Der Verlust von Gasen in den Weltraum war wahrscheinlich der wichtigste Prozess, der zur Veränderung des Klimas auf dem Mars führte von einer frühen, wärmeren Umgebung zu dem heutigen kalten, trockenen Klima.